# Clytocerus tauricornis
Clytocerus tauricornis är en tvåvingeart som beskrevs av Duckhouse 1975. Clytocerus tauricornis ingår i släktet Clytocerus och familjen fjärilsmyggor. Inga underarter finns listade i Catalogue of Life.